# Castel Rigone
Castel Rigone è una frazione del comune di Passignano sul Trasimeno (PG).
Il paese si trova dislocato sulle colline orientali che delimitano il territorio del Lago Trasimeno, ad un'altezza di 653 m, ed è popolato da 406 abitanti (dati Istat, 2001). Esso dista 12 km da Passignano, e lo si raggiunge percorrendo la strada provinciale 142, in direzione est, salendo per le colline.

## Storia
Secondo la tradizione, nel 543, l'ostrogoto Arrigo (o Rigone), luogotenente di Totila, usò il luogo per stabilire la base operativa che doveva mantenere l'assedio alla città di Perugia. Verso la fine del XIII secolo venne costruito il castello a difesa dell'abitato, di cui ancora oggi rimangono le mura, il mastio, tre torrioni e due porte d'accesso (Porta Ponente e Porta Monterone). Notevole la parte alta del borgo rimasto intatto dopo molti secoli e accuratamente preservato dagli abitanti della frazione .

## Economia e manifestazioni
Per l'ottima posizione sulle alte colline del Trasimeno, il paese è meta di turismo e presenta un forte sviluppo nell'agriturismo. La vicinanza di vaste zone boschive lo rende ideale anche per gli appassionati di trekking, escursioni a cavallo e birdwatching. È presente un piccolo parco divertimenti, attualmente in non buone condizioni. Completa l'offerta di servizi un minimarket, una farmacia, uno studio medico, alcuni bancomat, vari bar e un'officina meccanica .
Fin dal Medioevo il borgo è rinomato per la cura delle malattie respiratorie (Clinica La Castellana). Ancora esistente il piccolo ospedale (ora sede di una Arciconfraternita costruito nel XV secolo dal Sovrano Ordine Ospedaliero di San Giovanni, di Rodi e di Malta (Ordine di Malta) come dépendance del loro insediamento e Castello di Magione (a 6 km) ancora di proprietà dell'ordine.
Ogni anno si celebra la Festa dei Barbari e la Giostra di Arrigo (dal 1984), per ricordare l'epoca della fondazione ostrogota. I cortei storici in costume si svolgono nella prima settimana di agosto, coincidente con la festa celtica di Lughnasadh (in onore del dio Lugh, dispensatore di abbondanza e saggezza).
Sempre ogni anno (dal 1997) si tiene nei mesi di Luglio e Agosto un apprezzatissimo Festival Internazionale dei Giovani Concertisti, con la partecipazione di numerosi artisti nazionali e internazionali e "ensembles" di alto livello, nella suggestiva Piazza Sant'Agostino e nella Chiesa della Madonna dei Miracoli .

## Monumenti e luoghi d'arte

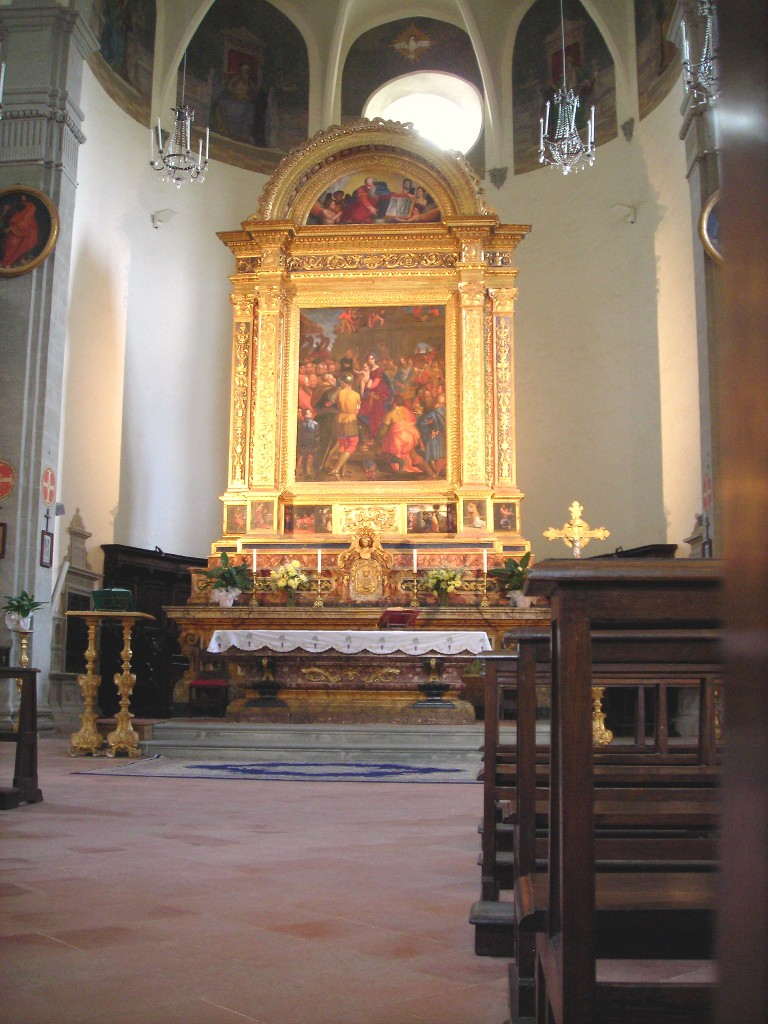
Interno della chiesa della Madonna dei Miracoli.

- Chiesa della Madonna dei Miracoli (fine XV secolo), considerato uno dei migliori esempi dell'architettura rinascimentale umbra (costruita da un allievo del Bramante), contiene un pregevole affresco di Giovanni Battista Caporali

## Sport

### Calcio
La squadra di calcio di Castel Rigone è stata il Castel Rigone Calcio. Fondato nel 1998 come Polisportiva Vis Castelrigone cambiò nome in Associazione Sportiva Castel Rigone nel 2005 e in Castel Rigone Calcio nel 2013. I colori sociali erano il bianco e il blu e disputava le partite di casa allo stadio San Bartolomeo. Il club umbro ha raggiunto il suo apice partecipando a un campionato professionistico di Lega Pro Seconda Divisione. Dopo essere retrocessa e ritornata tra i dilettanti la squadra nel 2014 viene sciolta e inglobata in un nuovo progetto sportivo dedicato ai giovani dell'ex presidente Brunello Cucinelli, denominato Oratorio Laico Contemporaneo.